# Такса
Та́кса (нем. Dachshund, Dackel) — порода южно-немецких норных охотничьих собак.
Существует несколько разновидностей такс, отличающихся размерами и весом — стандартные, миниатюрные и кроличьи. Также такс разделяют по шёрстному покрову на гладкошерстных, длинношёрстных и жесткошёрстных.
Таксы имеют множество окрасов. Наиболее распространены чёрно-подпалый, рыжий, коричнево-подпалый, мраморный (чёрный и коричневый мрамор). Встречаются таксы тигрового и чёрного с тигровыми подпалинами окрасов, последний на данный момент является не признанным FCI окрасом такс. У жесткошёрстных видов очень распространен кабаний окрас (в других разновидностях он не признан). В последнее время в России и на Украине стал встречаться кремовый (палевый) окрас у длинношёрстных разновидностей, но он не признан FCI. Работа с этим окрасом ведется в рамках UCI.
Такса родом из Германии, даже неофициальный герб Германии — такса. Таксы живут до 16 лет, бывают случаи, когда таксы жили 18 и больше лет. Похожие на такс собаки встречаются ещё на рисунках древних египтян.

## Название породы
Немецкое Dachshund происходит от слов «барсук» (нем. Dachs) и «собака» (нем. Hund), и потому раньше её нередко называли «барсучьей собакой». Таксы использовались для поиска, преследования и загона барсуков и других норных животных. Несмотря на то, что Dachshund — немецкое слово, в Германии оно почти не используется, будучи вытесненным словом Dackel и Teckel.

## История
Такса — самая старая порода норных собак: время зарождения этой породы до сих пор вызывает споры.
Согласно некоторым теориям[каким?], предки такс появились ещё в Древнем Египте, где были найдены высеченные изображения коротконогих охотничьих собак.

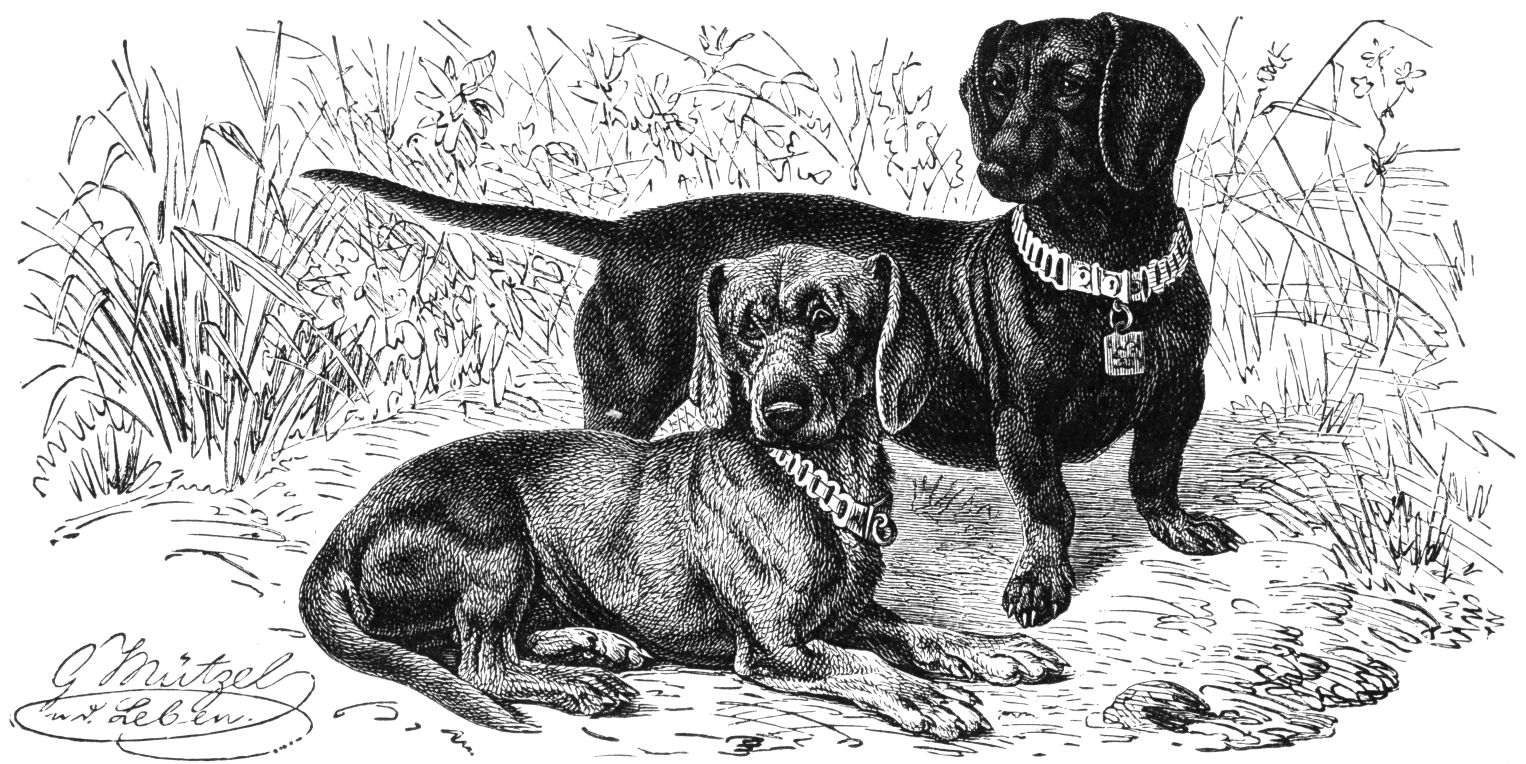

Формирование современной породы началось в XVI столетии на территории Южной Германии. Первые проверяемые упоминания о таксах (тогда ещё под названиями «ползущий за барсуком» (нем. Tachs Kriecher) и «барсучий воин» (нем. Tachs Krieger) встречаются в книгах, написанных до 1700 года. Существуют и более ранние упоминания «барсучьих собак» и «норных собак», однако, они относятся скорее к охотничьему назначению, чем к конкретной породе. Её предками были низкорослые немецкие гончие браки (нем. Bracke). От них такса унаследовала способность преследовать добычу с отдачей голоса, сообразительность и выносливость, отменное чутье, бесстрашие в бою с противником и охотничий азарт. А то, что было недостатком у гончей собаки, — непропорциональное соотношение стандартного тела с короткими ногами, — стало преимуществом для норной. Немецкие охотники, оценив эти качества по достоинству, начали выводить определённый тип собаки: приземистую, коротконогую, чтобы она могла беспрепятственно проникать в норы и отнорки. Охота была недешёвым и престижным занятием, но содержание таксы не требовало больших затрат. Это было ещё одним значительным плюсом, за который породу полюбили небогатые бюргеры и мелкие дворяне.

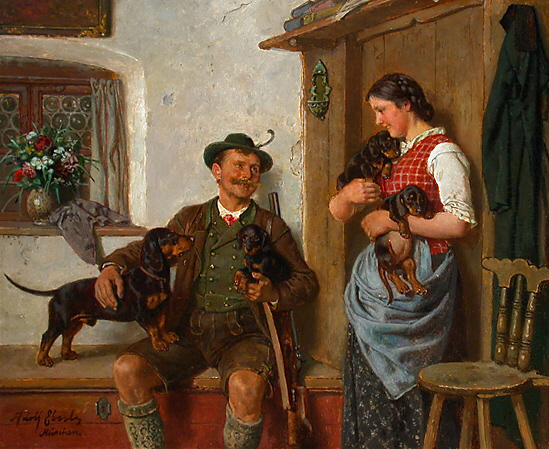
Адольф Эберле. Семейство такс с охотником и девушкой.

В середине XVII столетия упоминаются два типа: кривоногие псы для подземной охоты и грубошерстные низкие пешие гончие. Со временем немцы всё больше привязывались к таксам, ценили их энергию, охотничье рвение и усердие, верность, надёжность и ум.
К концу XVIII века такса практически приобрела современные черты. Поголовье такс увеличилось настолько, что их начали вывозить в другие страны. А в самой Германии образовалась широкая сеть питомников. Их владельцы разводили собак, придерживаясь личных симпатий. Но со временем началось деление на декоративные и рабочие экземпляры, и возникла необходимость в установлении стандарта породы, который и был принят в 1870 году.
В 2001 году Международной кинологической федерация (FCI) был принят стандарт породы «такса».
Несмотря на то, что такса известна в России с 30-х годов XVIII века, большого распространения порода не получила. Однако была достаточно популярной для того, чтобы в 1900 году возникло Русское общество любителей фокстерьеров и такс, которое вело племенные книги и устраивало специализированные выставки.
В Российском государстве рассматривали таксу скорее как декоративную собаку, а не рабочую. Многие семьи держали эту породу в качестве домашней любимицы. Очень быстро и успешно такса распространилась в среде творческой интеллигенции. У великой русской актрисы М. Н. Ермоловой была такса необычного для этой породы белого окраса. У А. П. Чехова были две таксы (Бром Исаич и Хина Марковна). Антон Павлович как-то написал своему издателю А. С. Суворину: «У меня новость: две таксы — Бром и Хина, безобразной наружности собаки. Лапы кривые, тела длинные, но ум необыкновенный».
В СССР две мировые войны снизили численность этой породы. В 1958 году на выставке было показано всего 11 собак.

## Описание

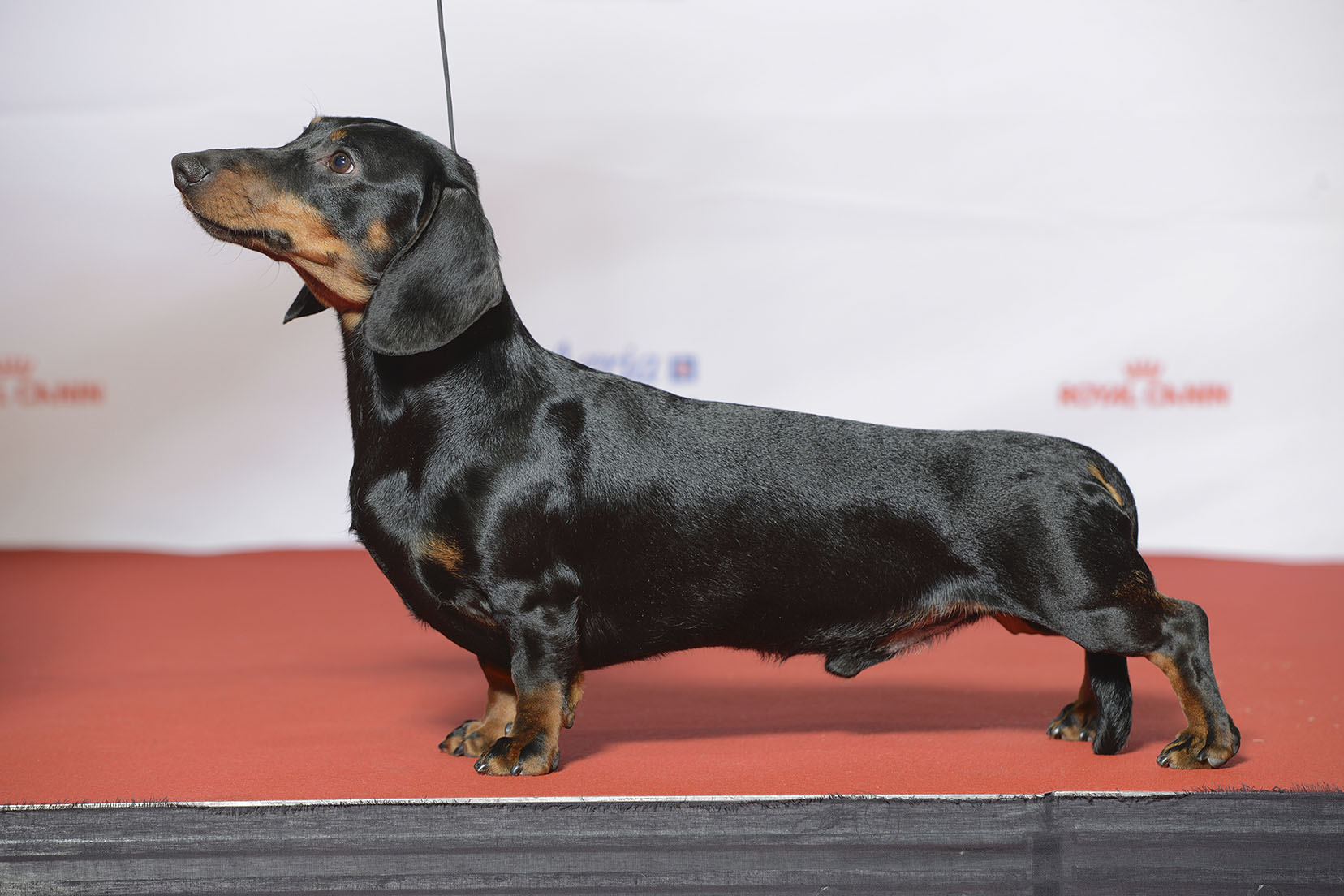
Гладкошёрстная стандартная такса чёрно-подпалого окраса

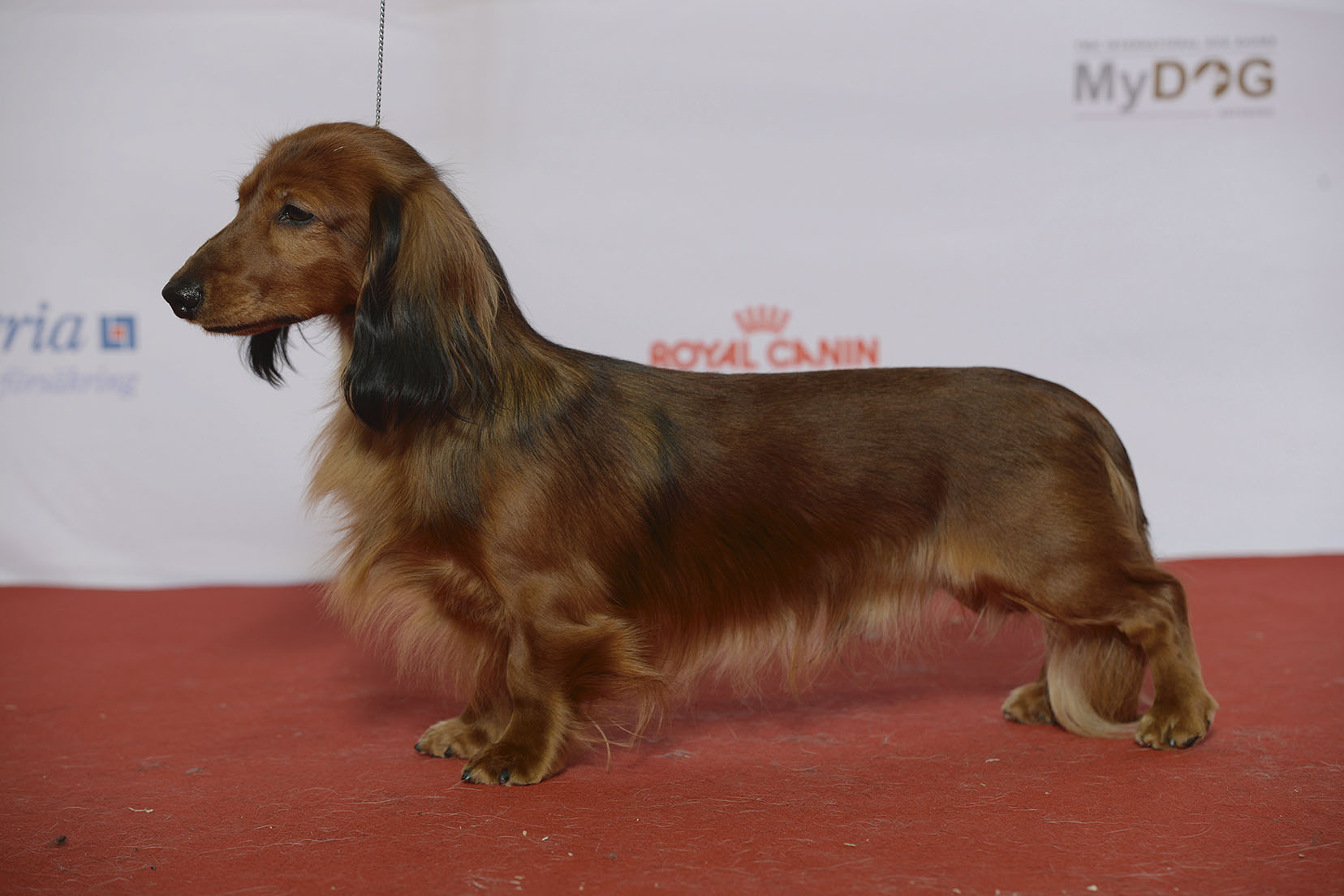
Длинношёрстная миниатюрная такса рыжего (соболиного) окраса

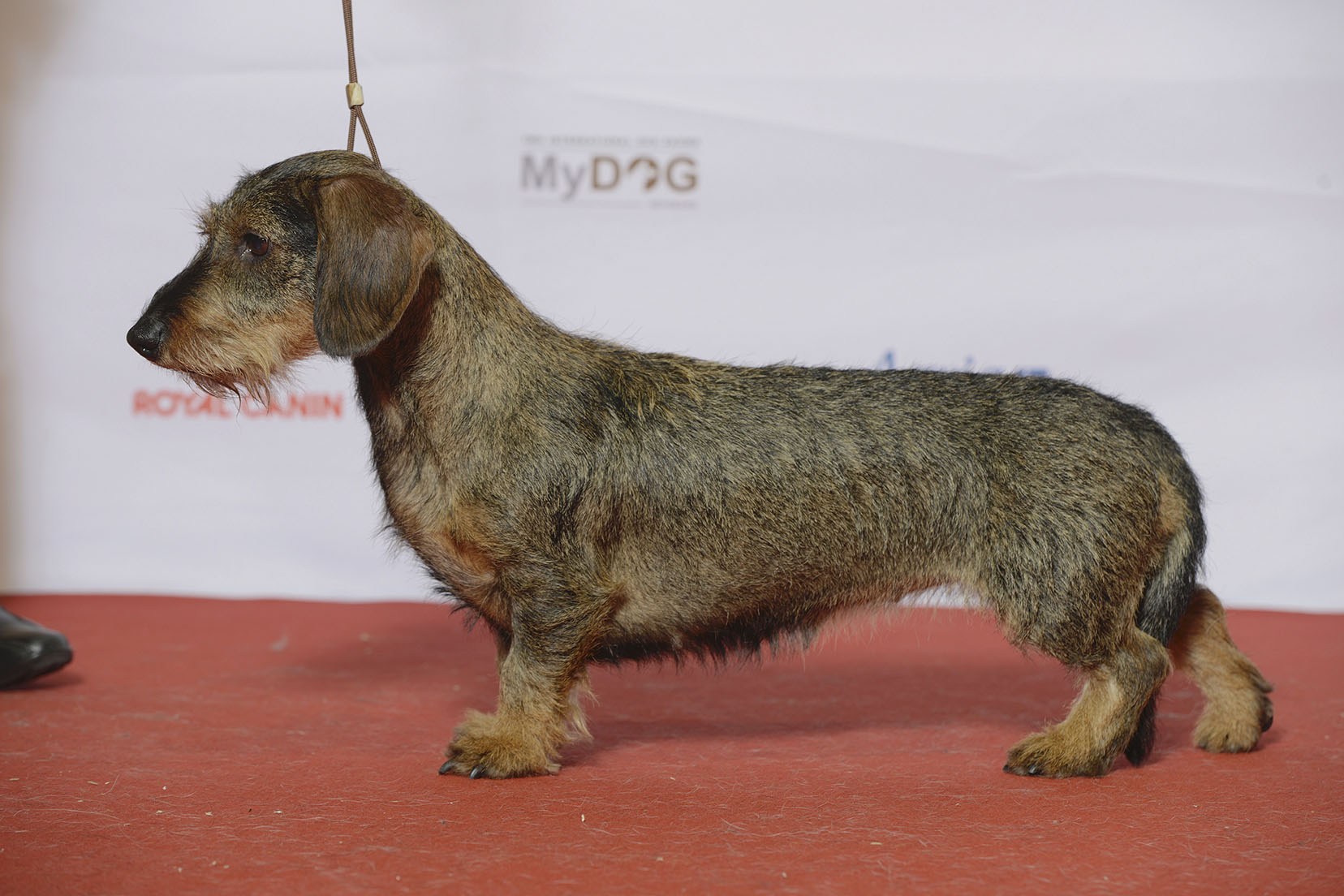
Жесткошёрстная стандартная такса т.н. кабаньего окраса

Крепкая, с массивным костяком собака, прочно стоящая на земле, с длинной вытянутой мордой, ушки длинные, мягкие, закругляются на концах. Спина мускулистая, крепкая, грудь объёмная, глубокая, с характерным «килем» впереди. Хвост, толстый и крепкий у основания, поставлен низко, обычно держится чуть ниже линии спины, при возбуждении торчит вверх, как антенна. Конечности короткие, толстые, с рельефной мускулатурой (особенно передние). Передние лапы шире и больше задних. Передвигается свободно, размашисто.
- Стандартные — до 9 кг[2] — самая распространённая разновидность.
- Карликовые —  обхват грудной клетки от 30 до 35 см, масса взрослой собаки — от 3  до 6 кг
- Кроличьи — обхват грудной клетки до 30 см, масса взрослой собаки — до 2,5 кг.

### Окрас
У такс может быть одноцветный, двухцветный и пятнистый (мраморный и тигровый) окрас.
- Одноцветные окрасы: рыжий, может быть примесь чёрных волос.
- Двухцветные: чёрный или коричневый с подпалом.
- Мраморный окрас: основной цвет чёрный с неравномерными серыми и бежевыми пятнами. Ни один цвет не преобладает.
- Тигровый окрас: рыжий с темными тигровыми полосами.

Все вышеперечисленные окрасы разрешены у гладкошёрстных, длинношёрстных и жесткошёрстных такс. 
У жесткошёрстных такс, также может быть окрас дикий кабан и бурый дикий кабан.

## Классификация
Согласно классификации FCI, таксы бывают 3 видов по шерсти:
- гладкошёрстные
- длинношёрстные
- жесткошёрстные.

Также выделяется 3 вида размеров. Собаки измеряются в соответствии с правилами не столько по весу, сколько по объёму (обхвату) грудной клетки:
- стандартные таксы — от 35 см
- карликовые таксы — 30—35 см
- кроличьи таксы —  до 30 см

Таким образом, существует 9 разновидностей такс.

## Здоровье
Короткие ноги не создают проблем при беге, но повышенная нагрузка приходится на позвоночник. 
При неправильном подходе к тренировкам и питанию таксы подвержены проблемам с межпозвоночными дисками, которые могут привести к параличу.
Такс нельзя перекармливать из-за их склонности к перееданию и появлению избыточного веса. Лишний вес у таксы создает дополнительные нагрузки на спину собаки, а также другие возможные риски для здоровья животного.

## Таксы и спорт

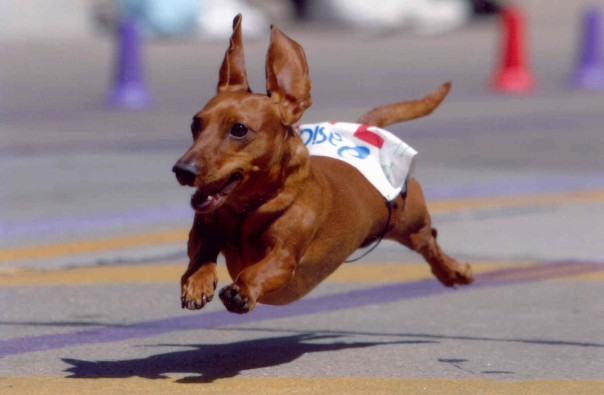

Некоторые владельцы (особенно в США) специально тренируют своих такс для участия в бегах, например Wiener Nationals (курсинг). Несмотря на то, что эти бега сильно повышают интерес к породе, большинство ассоциаций таксоводов выступает против них из-за высокого риска травм спины у животных.